# Angitia grandis
Angitia grandis là một loài bướm đêm trong họ Noctuidae.